# Héricourt (Pas-de-Calais)
Pour les articles homonymes, voir Héricourt.
Héricourt est une commune française située dans le département du Pas-de-Calais en région Hauts-de-France. Ses habitants sont appelés les Héricourtois.
La commune fait partie de la communauté de communes du Ternois qui regroupe 103 communes et compte 37 469 habitants en 2021.

## Géographie

### Localisation
Localisée dans le sud du département du Pas-de-Calais, Héricourt est une commune située, à vol d'oiseau, à 6 km au sud-ouest de la commune de Saint-Pol-sur-Ternoise (aire d'attraction) et à 37 km au nord-ouest de la commune d’Arras (chef-lieu d'arrondissement et préfecture du Pas-de-Calais).
Le territoire de la commune est limitrophe de ceux de quatre communes.
Les communes limitrophes sont Croisette, Blangerval-Blangermont, Flers et Guinecourt.

### Géologie et relief
La superficie de la commune est de 4,95 km2 ; son altitude varie de 99  à   147 m.

### Paysages
Pour un article plus général, voir Paysage en France.
La commune s'inscrit dans les « paysages du Ternois » tels qu'ils sont définis dans l'atlas de paysages de la région Nord-Pas-de-Calais, conçu par la direction régionale de l'Environnement, de l'Aménagement et du Logement (DREAL),.
Ces paysages, qui concernent 138 communes avec trois pôles d'attraction que sont Hesdin à l'ouest, Saint-Pol-sur-Ternoise à l'est et, dans une moindre mesure, Frévent en lisière sud, sont délimités par deux cours d'eau : la Canche au Sud et la Ternoise au Nord. Ces paysages sont composés de plateaux, de vallées et de bocages. Les plateaux du Ternois montrent une structure tabulaire assez plane et une altitude assez régulière avec des points culminants entre 150  à   160 m.
Le territoire d'une vingtaine de kilomètres du Nord au Sud et d'Est en Ouest, est traversé par la D 939 reliant Saint-Pol-sur-Ternoise à Hesdin, par la D 912 entre Saint-Pol-sur-Ternoise et Frévent et par la ligne ferroviaire de Saint-Pol-sur-Ternoise à Étaples dans la vallée de la Canche. La position excentrée, en l'absence de grands axes autoroutiers ou ferrés structurants, a permis au Ternois de conserver un caractère rural et une certaine qualité de paysage.
Au niveau de l'occupation des sols, les surfaces cultivées sont omniprésentes sur les plateaux, avec majoritairement la culture de la betterave et de la pomme de terre, et représentent près de 72 % de la surface totale de ces paysages du Ternois, les espaces artificialisés, cantonnés dans les fonds de vallée, représentent 13 % et les surfaces boisées, présentes dans les deux principales vallées de la Ternoise et de la Canche, ne représentent que 6 %.

### Hydrographie
La commune est située dans le bassin Artois-Picardie. Elle n'est drainée par aucun cours d'eau,.

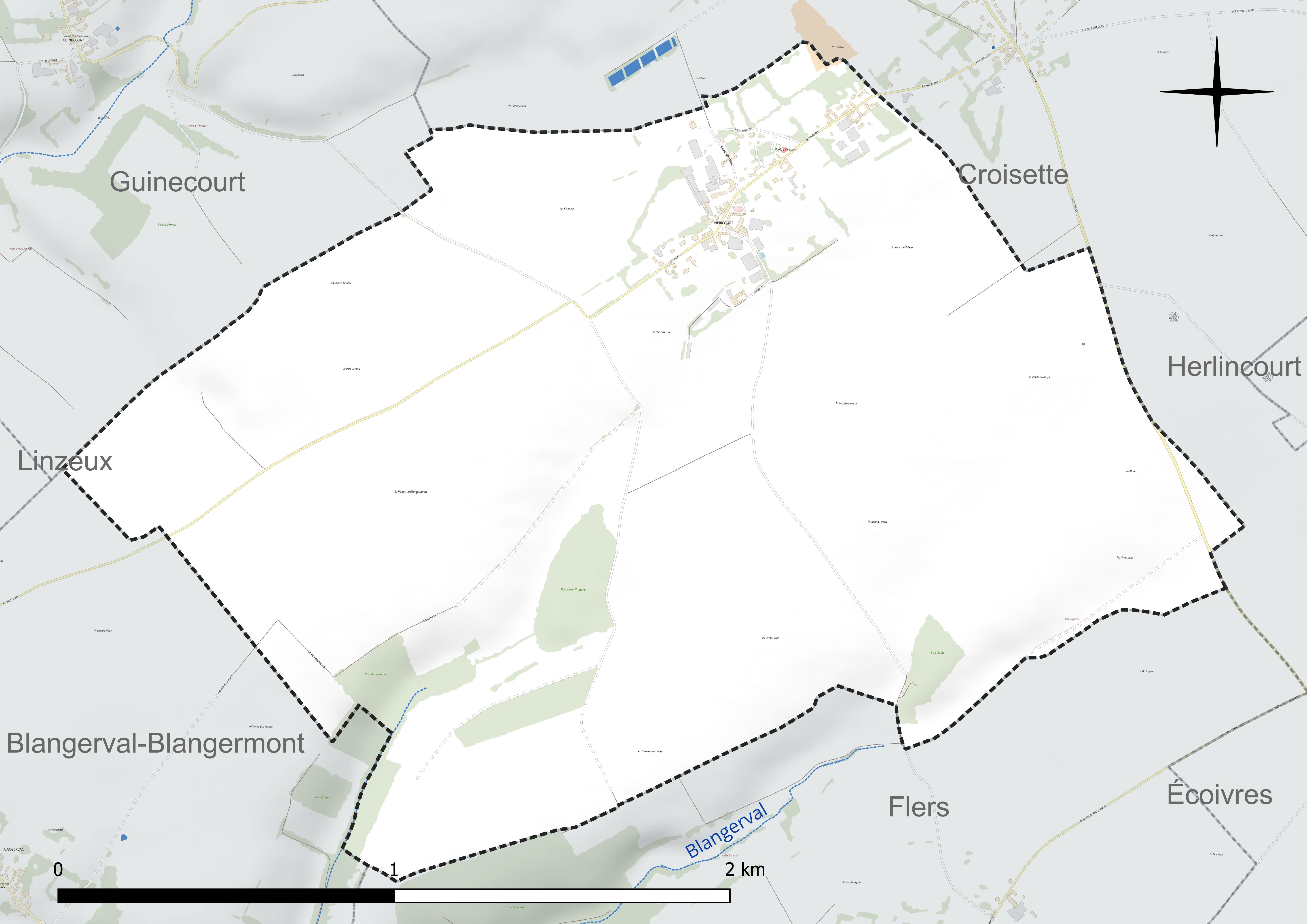
Réseau hydrographique d'Héricourt.

### Climat
Pour des articles plus généraux, voir Climat des Hauts-de-France et Climat du Pas-de-Calais.
En 2010, le climat de la commune est de type climat océanique altéré, selon une étude du CNRS s'appuyant sur une série de données couvrant la période 1971-2000. En 2020, Météo-France publie une typologie des climats de la France métropolitaine dans laquelle la commune est exposée à un climat océanique et est dans la région climatique Côtes de la Manche orientale, caractérisée par un faible ensoleillement (1 550 h/an) ; forte humidité de l'air (plus de 20 h/jour avec humidité relative > 80 % en hiver), vents forts fréquents.
Pour la période 1971-2000, la température annuelle moyenne est de 10,1 °C, avec une amplitude thermique annuelle de 13,7 °C. Le cumul annuel moyen de précipitations est de 889 mm, avec 12,9 jours de précipitations en janvier et 9,3 jours en juillet. Pour la période 1991-2020, la température moyenne annuelle observée sur la station météorologique la plus proche, située sur la commune de Humières à 6 km à vol d'oiseau, est de 10,9 °C et le cumul annuel moyen de précipitations est de 856,9 mm,. Pour l'avenir, les paramètres climatiques de la commune estimés pour 2050 selon différents scénarios d'émission de gaz à effet de serre sont consultables sur un site dédié publié par Météo-France en novembre 2022.

### Milieux naturels et biodiversité

#### Zone naturelle d'intérêt écologique, faunistique et floristique
L'inventaire des zones naturelles d'intérêt écologique, faunistique et floristique (ZNIEFF) a pour objectif de réaliser une couverture des zones les plus intéressantes sur le plan écologique, essentiellement dans la perspective d'améliorer la connaissance du patrimoine naturel national et de fournir aux différents décideurs un outil d'aide à la prise en compte de l'environnement dans l'aménagement du territoire.
Le territoire communal comprend une ZNIEFF de type 2 : la haute vallée de la Canche et ses versants en amont de Sainte-Austreberthe qui se situe dans le pays du Ternois. Il offre un relief de coteau abrupt au Nord et des pentes douces au Sud. Le fond de vallée est constitué de pâturages et de zones de cultures. Les versants les plus pentus et inaccessibles accueillent des boisements.

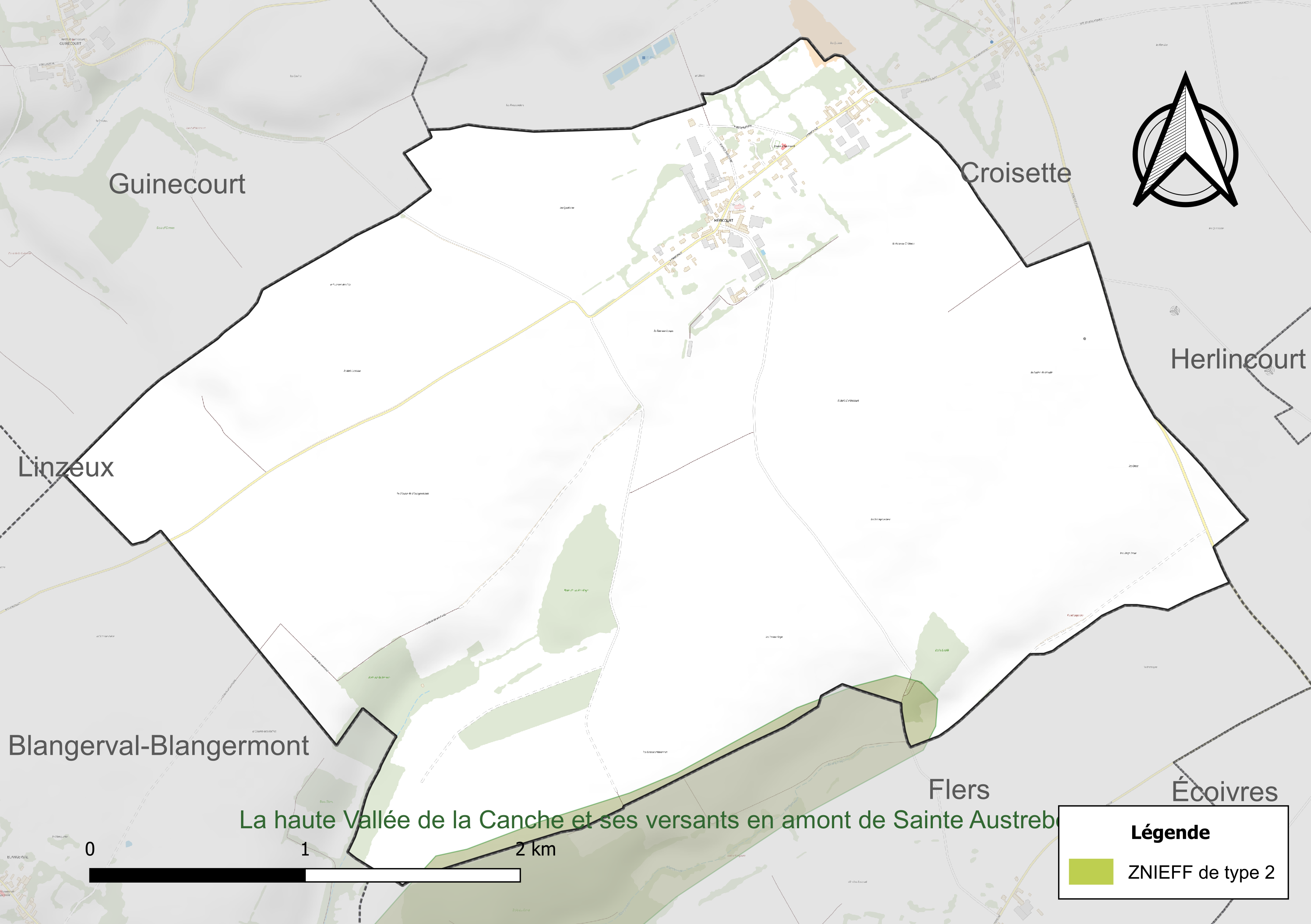
Carte de la ZNIEFF sur la commune.

#### Espèces faunistiques et floristiques
L'Inventaire national du patrimoine naturel (INPN) recense plusieurs espèces faunistiques et floristiques sur le territoire de la commune dont certaines sont protégées et d'autres menacées et quasi-menacées.

## Urbanisme

### Typologie
Au 1er janvier 2024, Héricourt est catégorisée commune rurale à habitat dispersé, selon la nouvelle grille communale de densité à sept niveaux définie par l'Insee en 2022.
Elle est située hors unité urbaine. Par ailleurs la commune fait partie de l'aire d'attraction de Saint-Pol-sur-Ternoise, dont elle est une commune de la couronne,. Cette aire, qui regroupe 72 communes, est catégorisée dans les aires de moins de 50 000 habitants,.

### Occupation des sols
L'occupation des sols de la commune, telle qu'elle ressort de la base de données européenne d'occupation biophysique des sols Corine Land Cover (CLC), est marquée par l'importance des territoires agricoles (95,1 % en 2018), une proportion identique à celle de 1990 (95,1 %). La répartition détaillée en 2018 est la suivante : 
terres arables (85,4 %), prairies (9,7 %), zones urbanisées (4,9 %). L'évolution de l'occupation des sols de la commune et de ses infrastructures peut être observée sur les différentes représentations cartographiques du territoire : la carte de Cassini (XVIIIe siècle), la carte d'état-major (1820-1866) et les cartes ou photos aériennes de l'IGN pour la période actuelle (1950 à aujourd'hui).

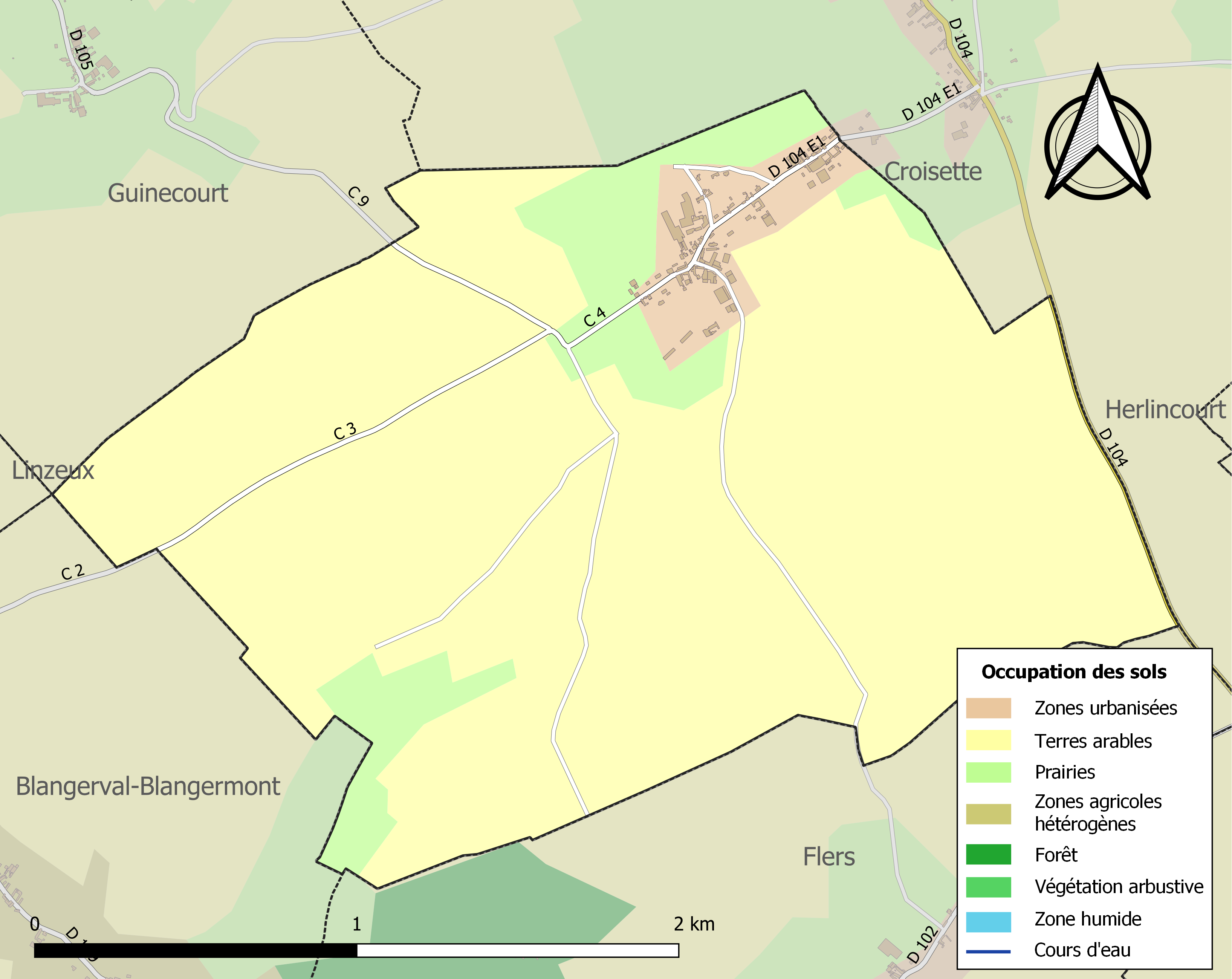
Carte des infrastructures et de l'occupation des sols de la commune en 2018 (CLC).

## Toponymie
Le nom de la localité est attesté sous les formes Herikortis (1072) ; Lehericourt (1119) ; Helericourt (1157) ; Lehericort (1193) ; Hericuria (1274) ; Héricicourt (1559) ; Héricourt-lez-Croisettes (1739)
D'un nom de personne germanique Heiric + cortem (court).

## Histoire
Héricourt était avant la Révolution française le siège d'une seigneurie dont les titulaires figurent parmi les personnalités liées à la commune.
Héricourt a également donné son nom à une famille de la noblesse.

### Famille d'Héricourt
- Baudouin de Héricourt a épousé Frémine de Créqui (Famille de Créquy).
- Adam de Héricourt est le fils de Baudouin.
- Henri de Héricourt, fils d'Adam, est écuyer, seigneur de Canlers. Il a épousé Isabeau de la Rozière, fille de Charles, seigneur de Ribaucourt, (Ribeaucourt?).
- Nicolas de Héricourt, fils d'Henri, écuyer, seigneur d'Héricourt et de Canlers. Il s'est marié avec Claude de Septfontaine, fille de Jean.
- Antoine de Héricourt, frère de Nicolas, était chevalier de Malte[23].
- Charles Ier de Héricourt, fils de Nicolas, écuyer, seigneur d'Héricourt, de Canlers, Warvillers et de Senescauville, gentilhomme de la chambre de feu Charles II de Bourbon, (maison de Bourbon), légat du pape à Avignon, oncle d'Henri IV. Il a épousé Marie d'Ocoche.
- Charles II de Héricourt, second fils de Nicolas, a épousé Marguerite d'Anglarre, nièce du comte de Grandpré. Antoine de Héricourt, frère de Nicolas,
- Antoine de Héricourt, fils de Charles, écuyer, seigneur d'Héricourt, et de Canlers, natif d'Arras, reçoit le 18 mars 1618, des lettres de chevalerie, données à Bruxelles[22].

### Seigneurs d'Héricourt
- Alexis Charles de Fiennes, seigneur d'Héricourt et de Condolle, mayeur (maire) de Saint-Omer, où il a rendu de grands services au souverain depuis que cette ville est retournée à la France, reçoit en septembre 1685, des lettres de chevalerie données à Chambord[21].
- François de Salperwick, seigneur d'Héricourt, reçoit en octobre 1705, des lettres données à Fontainebleau, lui permettant de relever le titre de marquis de Grigny. François de Salperwick et sa femme Marie Charlotte de Harchies déclarent consentir à ce qu'Antoinette Philippe de Bassecourt jouisse sa vie durant de la terre de Grigny. François de Salperwick est seigneur du Fresnoy, Crehem, Hestruval, Plumoison, Quiesy, Ristade, Marconnelle, Héricourt et Leuzeux, mousquetaire de la seconde compagnie de la garde du roi, commandée par le sieur de Jouvelle, a assisté aux prises de Valenciennes, Cambrai, Saint-Omer, à la bataille de Cassel. Il est fils de feu Louis de Salperwick et d'Antoinette Philippe de Bassecourt et neveu de Jean Baptiste de Bassecourt, marquis de Grigny. Il peut relever ce titre de marquis en y ajoutant et y incorporant les terres de Fresnoy, Quisy et Marconnelle qui relèvent aussi du château d'Hesdin, pour en jouir après le décès de sa mère qui suivant les intentions de son frère, lui avait fait don de la terre de Grigny par acte du 17 janvier 1703[24].
- Louis François Joseph de Servins, seigneur d'Héricourt, est un ancien capitaine de grenadiers du régiment Dauphin. Fait chevalier en juin 1760 par lettres données à Versailles, il était déjà à cette date chevalier de Saint Louis[25]. En août 1779, des lettres données à Versailles accordent à Louis François Joseph Servins d'Héricourt, membre de la noblesse des États d'Artois, le titre de marquis avec permission de l'affecter à celle de ses terres que bon lui semble. Il sert depuis trente-trois ans sous les armes, a fait les guerres d'Italie, de France, d'Allemagne, a été blessé à la bataille de Parme, et descend d'une ancienne famille qui a pris de bonnes alliances et dont plusieurs membres sont morts les armes à la main[26].
- Louis Émile Albert Servins d'Héricourt, est comte de Servins en 1873. Il a épousé Agathe Joséphine Clémence Macquart. Une de leurs filles se marie à Saint-Omer le 10 mai 1873[27].

## Politique et administration

### Rattachements administratifs et électoraux
La commune se trouve dans l'arrondissement d'Arras du département du Pas-de-Calais. Pour l'élection des députés, elle fait partie de la première circonscription du Pas-de-Calais.
Elle fait partie  du canton de Saint-Pol-sur-Ternoise. Dans le cadre du redécoupage cantonal de 2014 en France, la composition de ce canton est modifiée et regroupe désormais 88 communes, dont Héricourt.

### Intercommunalité
La commune faisait partie de la communauté de communes du Saint-Polois créée fin 1995.
Dans le cadre de la réforme des collectivités territoriales françaises, par la loi de réforme des collectivités territoriales du 16 décembre 2010 (dite loi RCT)  destinée à permettre notamment l'intégration de la totalité des communes dans un EPCI à fiscalité propre, la suppression des enclaves et discontinuités territoriales et les modalités de rationalisation des périmètres des établissements publics de coopération intercommunale et des syndicats mixtes existants, cette intercommunalité fusionne avec sa voisine, la communauté de communes du Pays d'Heuchin, formant le 1er janvier 2013 la communauté de communes des Vertes Collines du Saint-Polois.
Un nouveau mouvement de regroupement intercommunal intervient dans le cadre des dispositions de la loi portant nouvelle organisation territoriale de la République (Loi NOTRe) du 7 août 2015, qui prévoit que les établissements publics de coopération intercommunale (EPCI) à fiscalité propre doivent avoir un minimum de 15 000 habitants. À l'initiative des intercommunalités concernées, la Commission départementale de coopération intercommunale (CDCI) adopte le 26 février 2016 le principe de la fusion de : 
- la communauté de communes de l'Auxillois, regroupant 16 communes dont une de la Somme et 5 217 habitants ;
- la communauté de communes de la Région de Frévent, regroupant 12 communes et 6 567 habitants ;
- de la communauté de communes des Vertes Collines du Saint-Polois, regroupant 58 communes et 19 585 habitants
- de la communauté de communes du Pernois, regroupant 18 communes et 7 114 habitants. Le Schéma départemental de coopération intercommunale (SDCI), intégrant notamment cette évolution, est approuvé par un arrêté préfectoral du 30 mars 2016,.
La communauté de communes du Ternois, qui résulte de cette fusion et dont la commune fait désormais partie, est créée par un arrêté préfectoral qui a pris effet le 1er janvier 2017.

### Élections municipales et communautaires

#### Liste des maires
| Période                                  | Période                    | Identité         | Étiquette | Qualité                                     |
| ---------------------------------------- | -------------------------- | ---------------- | --------- | ------------------------------------------- |
| Les données manquantes sont à compléter. |                            |                  |           |                                             |
| 1989                                     | mars 2014                  | Jacques Dupas    |           |                                             |
| mars 2014,                               | En cours (au 23 mars 2022) | Mickaël Poillion |           | Agriculteur Réélu pour le mandat 2020-2026, |

## Équipements et services publics
La mairie est déplacée dans un ancien garage en 2015/2016, ainsi qu'un city stade.

## Population et société

### Démographie
Les habitants sont appelés les Héricourtois.

#### Évolution démographique
L'évolution du nombre d'habitants est connue à travers les recensements de la population effectués dans la commune depuis 1793. Pour les communes de moins de 10 000 habitants, une enquête de recensement portant sur toute la population est réalisée tous les cinq ans, les populations de référence des années intermédiaires étant quant à elles estimées par interpolation ou extrapolation. Pour la commune, le premier recensement exhaustif entrant dans le cadre du nouveau dispositif a été réalisé en 2005.

En 2022, la commune comptait 79 habitants, en évolution de −17,71 % par rapport à 2016 (Pas-de-Calais : −0,72 %, France hors Mayotte : +2,11 %).
| 1793 | 1800 | 1806 | 1821 | 1831 | 1836 | 1841 | 1846 | 1851 |
| ---- | ---- | ---- | ---- | ---- | ---- | ---- | ---- | ---- |
| 162  | 163  | 153  | 150  | 183  | 170  | 183  | 173  | 178  |

| 1856 | 1861 | 1866 | 1872 | 1876 | 1881 | 1886 | 1891 | 1896 |
| ---- | ---- | ---- | ---- | ---- | ---- | ---- | ---- | ---- |
| 179  | 217  | 223  | 209  | 221  | 201  | 182  | 163  | 143  |

| 1901 | 1906 | 1911 | 1921 | 1926 | 1931 | 1936 | 1946 | 1954 |
| ---- | ---- | ---- | ---- | ---- | ---- | ---- | ---- | ---- |
| 150  | 156  | 146  | 153  | 141  | 140  | 135  | 131  | 126  |

| 1962 | 1968 | 1975 | 1982 | 1990 | 1999 | 2005 | 2006 | 2010 |
| ---- | ---- | ---- | ---- | ---- | ---- | ---- | ---- | ---- |
| 105  | 100  | 85   | 102  | 100  | 98   | 105  | 103  | 106  |

| 2015 | 2020 | 2022 | - | - | - | - | - | - |
| ---- | ---- | ---- | - | - | - | - | - | - |
| 98   | 83   | 79   | - | - | - | - | - | - |

#### Pyramide des âges
En 2018, le taux de personnes d'un âge inférieur à 30 ans s'élève à 24,1 %, soit en dessous de la moyenne départementale (36,7 %). À l'inverse, le taux de personnes d'âge supérieur à 60 ans est de 31,3 % la même année, alors qu'il est de 24,9 % au niveau départemental.
En 2018, la commune comptait 46 hommes pour 45 femmes, soit un taux de 50,55 % d'hommes, largement supérieur au taux départemental (48,50 %).
Les pyramides des âges de la commune et du département s'établissent comme suit.
| Hommes | Classe d’âge | Femmes |
| ------ | ------------ | ------ |
| 2,4    | 90 ou +      | 0,0    |
| 11,9   | 75-89 ans    | 9,8    |
| 16,7   | 60-74 ans    | 22,0   |
| 23,8   | 45-59 ans    | 26,8   |
| 21,4   | 30-44 ans    | 17,1   |
| 16,7   | 15-29 ans    | 9,8    |
| 7,1    | 0-14 ans     | 14,6   |

| Hommes | Classe d’âge | Femmes |
| ------ | ------------ | ------ |
| 0,5    | 90 ou +      | 1,6    |
| 5,6    | 75-89 ans    | 8,9    |
| 16,7   | 60-74 ans    | 18,1   |
| 20,2   | 45-59 ans    | 19,2   |
| 18,9   | 30-44 ans    | 18,1   |
| 18,2   | 15-29 ans    | 16,2   |
| 19,9   | 0-14 ans     | 17,9   |

## Économie

### Entreprises et commerces

#### Agriculture
La commune est dans le « Ternois », une petite région agricole dans le département du Pas-de-Calais. En 2020, l'orientation technico-économique de l'agriculture  sur la commune est la polyculture et/ou le polyélevage. 
|               | 1988 | 2000 | 2010 | 2020 |
| ------------- | ---- | ---- | ---- | ---- |
| Exploitations | 11   | 7    | 6    | 6    |
| SAU (ha)      | 521  | 669  | 835  | 874  |

Le nombre d'exploitations agricoles en activité et ayant leur siège dans la commune est passé de 11 lors du recensement agricole de 1988  à 7 en 2000 puis à 6 en 2010 et enfin à 6 en 2020, soit une baisse de 45 %. La surface agricole utilisée sur la commune a quant à elle augmenté, passant de 521 ha en 1988 à 874 ha en 2020. Parallèlement la surface agricole utilisée moyenne par exploitation a augmenté, passant de 47 à 146 ha,.

## Culture locale et patrimoine

### Lieux et monuments
- L'église Saint-Léger, édifiée au centre du village, est mentionnée dans un cartulaire de l'abbaye d'Auchy-les-Hesdin en avril 1093. L'édifice actuel date des XVIe et XVIIe siècles. La chapelle latérale et le chœur datent sans doute du XVIIIe siècle[51]
- Le monument aux morts[52].

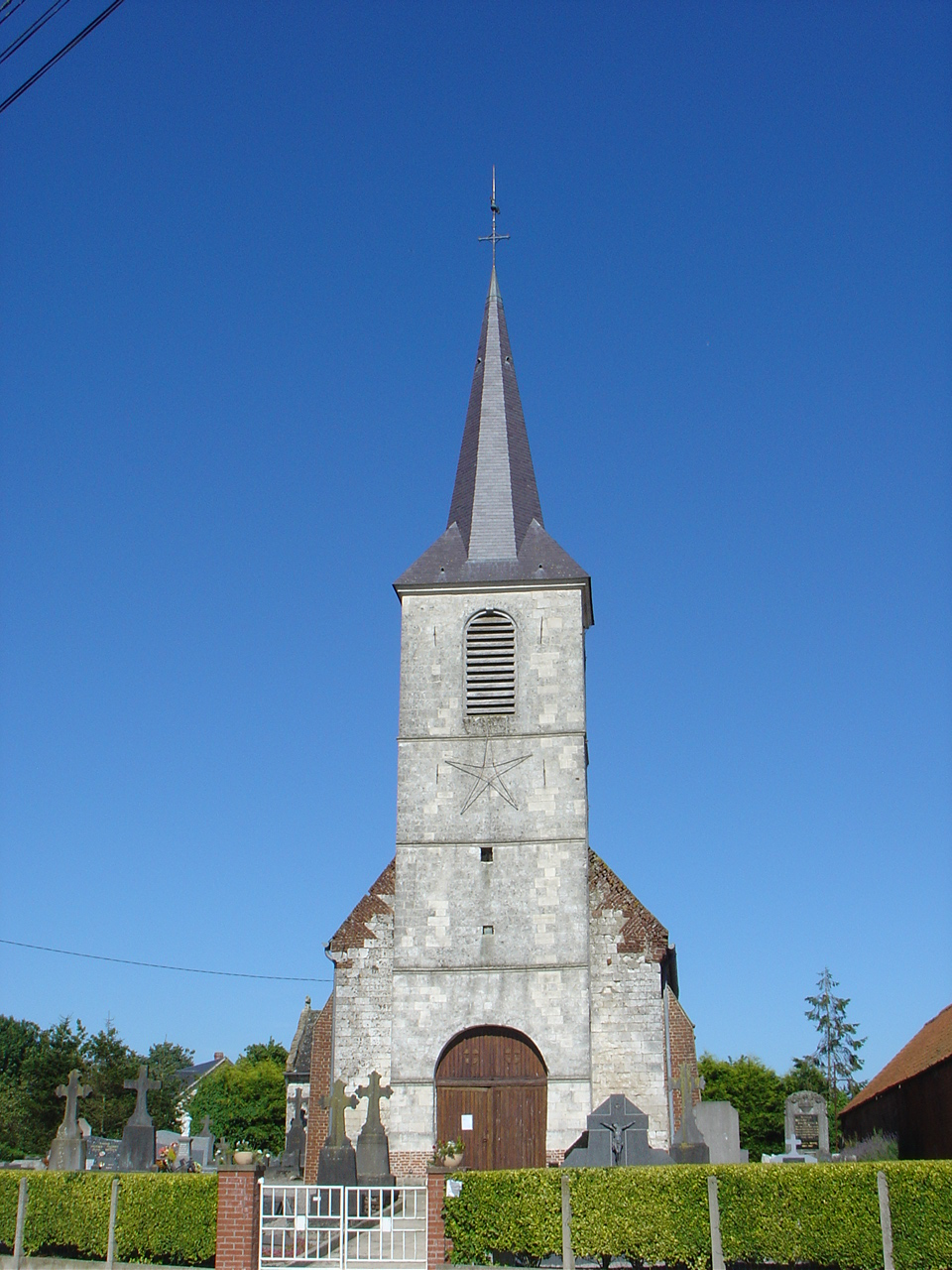
L'église.
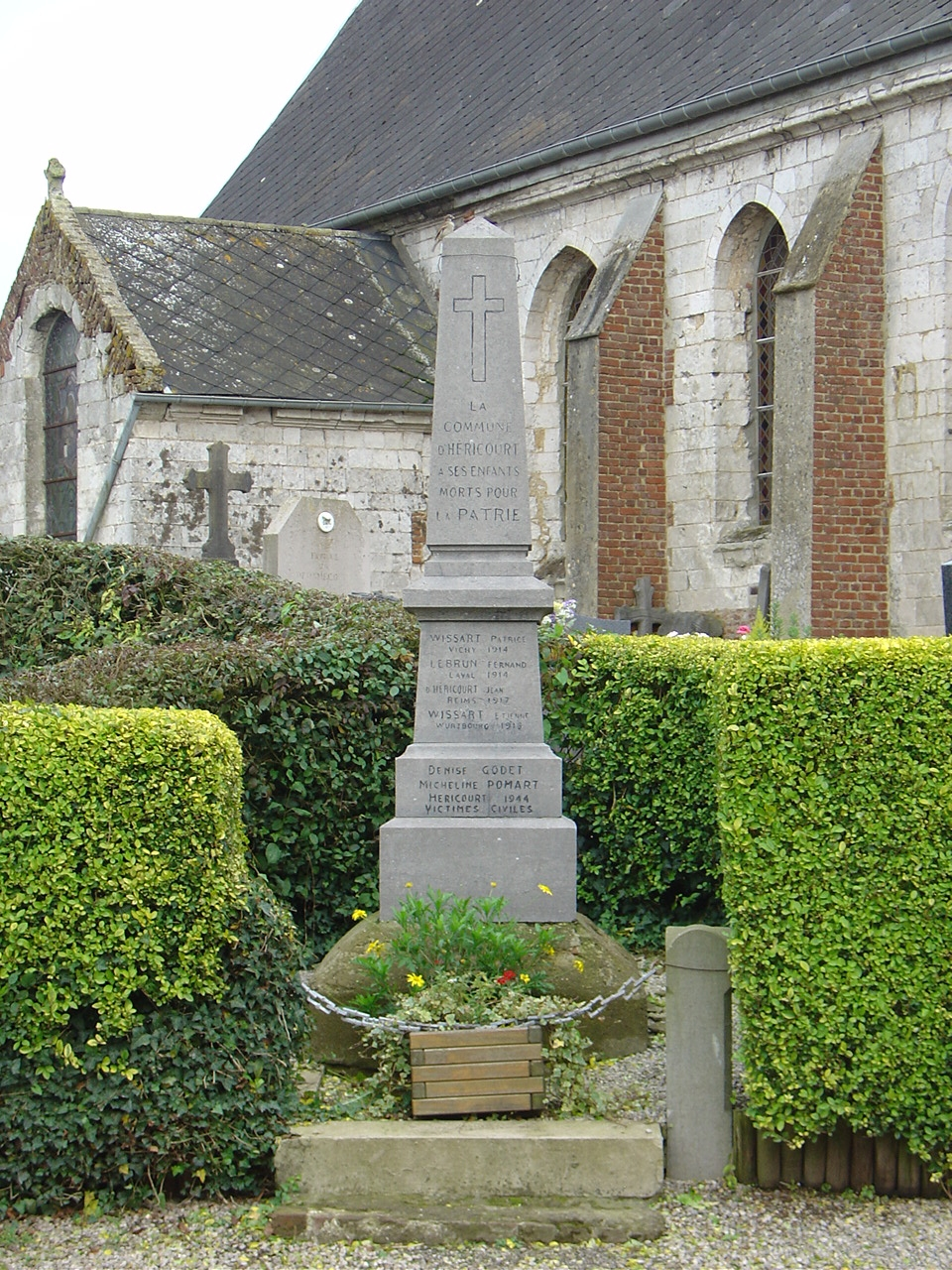
Le monument aux morts.

### Héraldique
|  | Les armes de la ville se blasonnent ainsi : deux écus accolés : D'argent à la croix de gueules chargée de cinq coquilles du champ, D'azur au croissant d'or, accompagné de cinq étoiles d'argent, trois en chef 2.1 et 2 en pointe. |

## Pour approfondir